# Meridià 13 a l'oest
El meridià 13 a l'oest de Greenwich és una línia de longitud que s'estén des del pol Nord travessant l'oceà Àrtic, Groenlàndia, l'oceà Atlàntic, Àfrica, l'oceà Antàrtic, i l'Antàrtida fins al pol Sud.
El meridià 13 a l'oest forma un cercle màxim amb el meridià 167 a l'est. Com tots els altres meridians, la seva longitud correspon a una semicircumferència terrestre, uns 20.003,932 km. Al nivell de l'Equador, és a una distància del meridià de Greenwich de 1.447 km.

## De Pol a Pol
Començant en el pol Nord i dirigint-se cap al pol Sud, aquest meridià travessa:
| Coordenades                             | País, territori o mar | Notes |
| --------------------------------------- | --------------------- | --- |
| 90° 0′ N, 13° 0′ O / 90.000°N,13.000°O  | Oceà Àrtic            | |
| 81° 42′ N, 13° 0′ O / 81.700°N,13.000°O | Groenlàndia           | |
| 81° 6′ N, 13° 0′ O / 81.100°N,13.000°O  | Oceà Atlàntic         | |
| 27° 50′ N, 13° 0′ O / 27.833°N,13.000°O | Marroc                | |
| 27° 40′ N, 13° 0′ O / 27.667°N,13.000°O | Sàhara Occidental     | Reclamat per Marroc |
| 23° 9′ N, 13° 0′ O / 23.150°N,13.000°O  | Mauritània            | |
| 15° 29′ N, 13° 0′ O / 15.483°N,13.000°O | Senegal               | |
| 12° 28′ N, 13° 0′ O / 12.467°N,13.000°O | Guinea                | |
| 9° 6′ N, 13° 0′ O / 9.100°N,13.000°O    | Sierra Leone          | |
| 8° 14′ N, 13° 0′ O / 8.233°N,13.000°O   | Oceà Atlàntic         | |
| 7° 36′ N, 13° 0′ O / 7.600°N,13.000°O   | Sierra Leone          | Illes Turtle |
| 7° 35′ N, 13° 0′ O / 7.583°N,13.000°O   | Oceà Atlàntic         | Passa a l'oest de l'illa Inaccessible, Tristan da Cunha, Santa Helena, Ascensió i Tristan da Cunha (a 37° 18′ S, 12° 43′ O / 37.300°S,12.717°O) |
| 60° 0′ S, 13° 0′ O / 60.000°S,13.000°O  | Oceà Antàrtic         | |
| 71° 46′ S, 13° 0′ O / 71.767°S,13.000°O | Antàrtida             | Terra de la Reina Maud — reclamada per Noruega                                                                                                  |